# Евкріда
Евкрі́да (дав.-гр. Εὐρυκύδα) — персонаж давньогрецької міфології, дочка Ендіміона і Хромії або Гіперпіп. Її братами були Етол, Пеон, Епей. Від Посейдона вона породила Елея, від якого отримав свою назву грецький регіон Еліда, як і його мешканці — елідці. У деяких джерелах її названо Евріпілою.